# 살인을 예고합니다

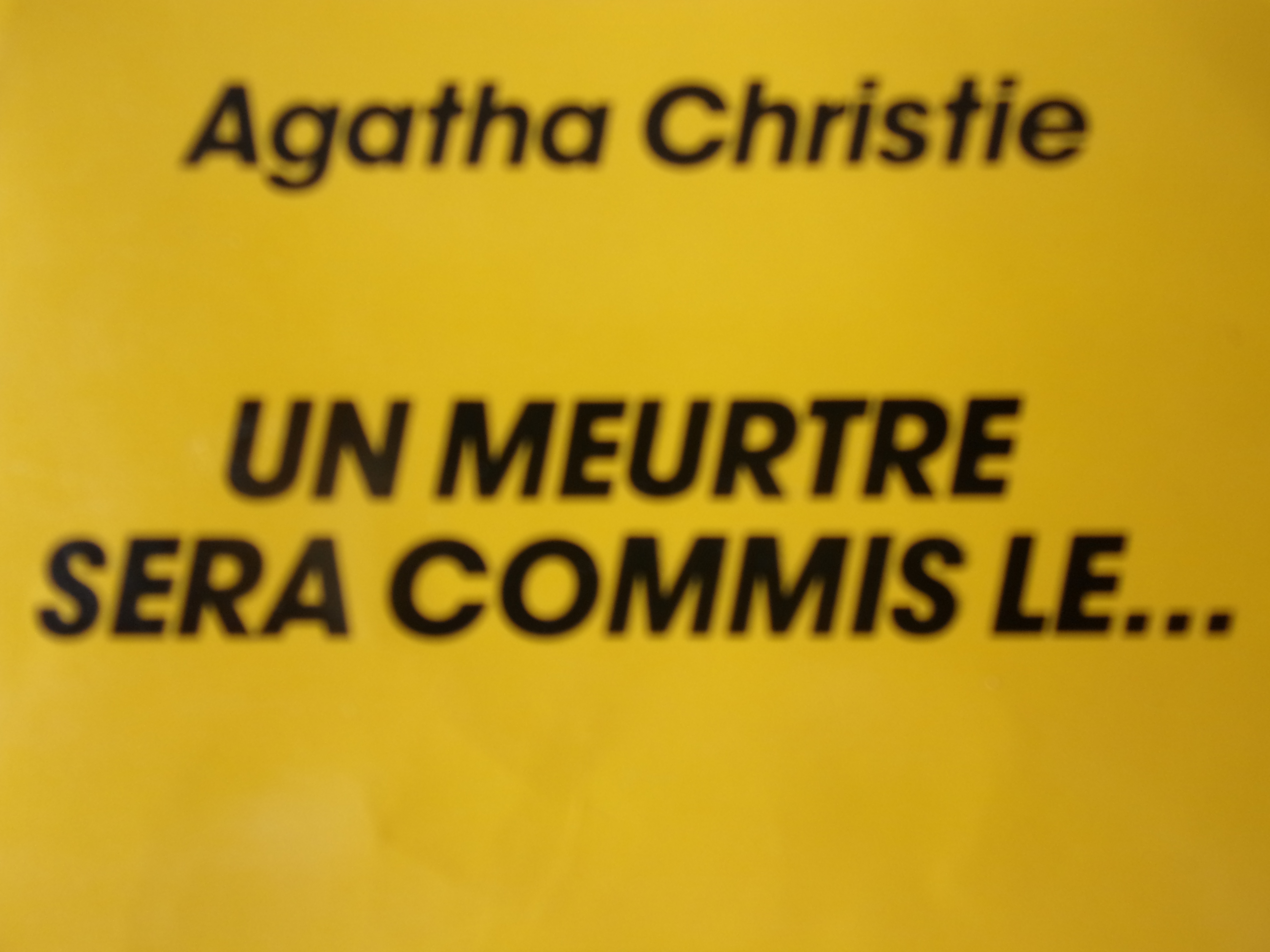

살인을 예고합니다(영어: A Murder Is Announced)는 애거사 크리스티의 추리 소설이다.

## 줄거리
작은 마을 치핑 클래그혼의 지방신문 《가제트》에 오후 6시 30분에 블랙록 양의 저택 리틀 패덕스에서 살인이 벌어진다는 예고 광고가 실리면서 사건은 시작된다. 하지만 정작 리틀 패덕스의 주인인 블랙록 양은 올린 적이 없는 기이한 광고였다. 그 예고에 흥미를 느낀 주민들은  단순한 초대인 것으로 오해하여 파티에 참석한다. 이웃들이 광고를 보고 찾아올 것으로 생각한 블랙록양은 정말로 파티를 준비하였으나 살인은 예고되었던 대로 6시 30분에 시도된다.